# Roslavka
Roslavka (en rus: Рославка) és un poble del krai de Primórie, a l'Extrem Orient de Rússia, que en el cens del 2010 tenia vuit habitants. Pertany al districte rural de Iàkovlevski.